# Bătălia de la Trafalgar
Bătălia de la Trafalgar a avut loc la data de 21 octombrie 1805, în largul Capului Trafalgar, Spania. Aceasta a avut loc între flota Regatului Unit și flota unită franco-spaniolă, rezultatul bătăliei fiind înfrângerea aliaților franco-spanioli, dar și moartea amiralului englez Horatio Nelson.
Anul 1805 a adus un nou război între Regatul Unit și Franța - Războiul celei de-a Treia Coaliții. Misiunea lui Nelson, aflat pe puntea vasului HMS Victory, era supravegherea portului Toulon și blocarea flotelor spaniole și franceze. Intenția lui Napoleon era invadarea Marii Britanii și pentru atingerea acestui obiectiv trebuia ca flota sa să asigure supremația navală pe Canalul Mânecii, pentru o traversare sigură a forțelor de invazie (La Grande Armée), cantonate în taberele de la Boulogne.
Napoleon a ordonat vice-amiralului Pierre-Charles Villeneuve, aflat în portul Cadiz, să atace flota britanică. Flotele s-au întâlnit la Trafalgar, pe 21 octombrie 1805: 27 de nave britanice, aflate sub comanda amiralului Nelson, contra 33 de nave franceze și spaniole.
Măiestria tacticii amiralului Nelson a atins apogeul în această confruntare, lupta de la Trafalgar fiind considerată de specialiștii militari, cea mai mare victorie din istoria Marinei Regale Britanice (Royal Navy).
Din păcate, Nelson nu a mai apucat să culeagă laurii victoriei - la ora 4:30 un trăgător de elită francez l-a împușcat în coloana vertebrală. Amiralul Nelson nu a mai putut fi salvat și după trei ore a murit, dar bătălia era deja câștigată de către flota sa.
După bătălie, corpul neînsuflețit al amiralului Nelson a fost transportat în Anglia. Ca un omagiu, a fost înmormântat într-un sicriu făcut din catargul vasului francez L'Orient (vasul-amiral al flotei aliate). Întreaga populație britanică a plâns după eroul mărilor.
Amiralul spaniol Federico Gravina, ofițerul superior de pe nava pavilion spaniol, a scăpat cu rămășița flotei spaniole. El a murit cinci luni mai târziu din cauza rănilor suferite în timpul bătăliei.

## Premisele bătăliei

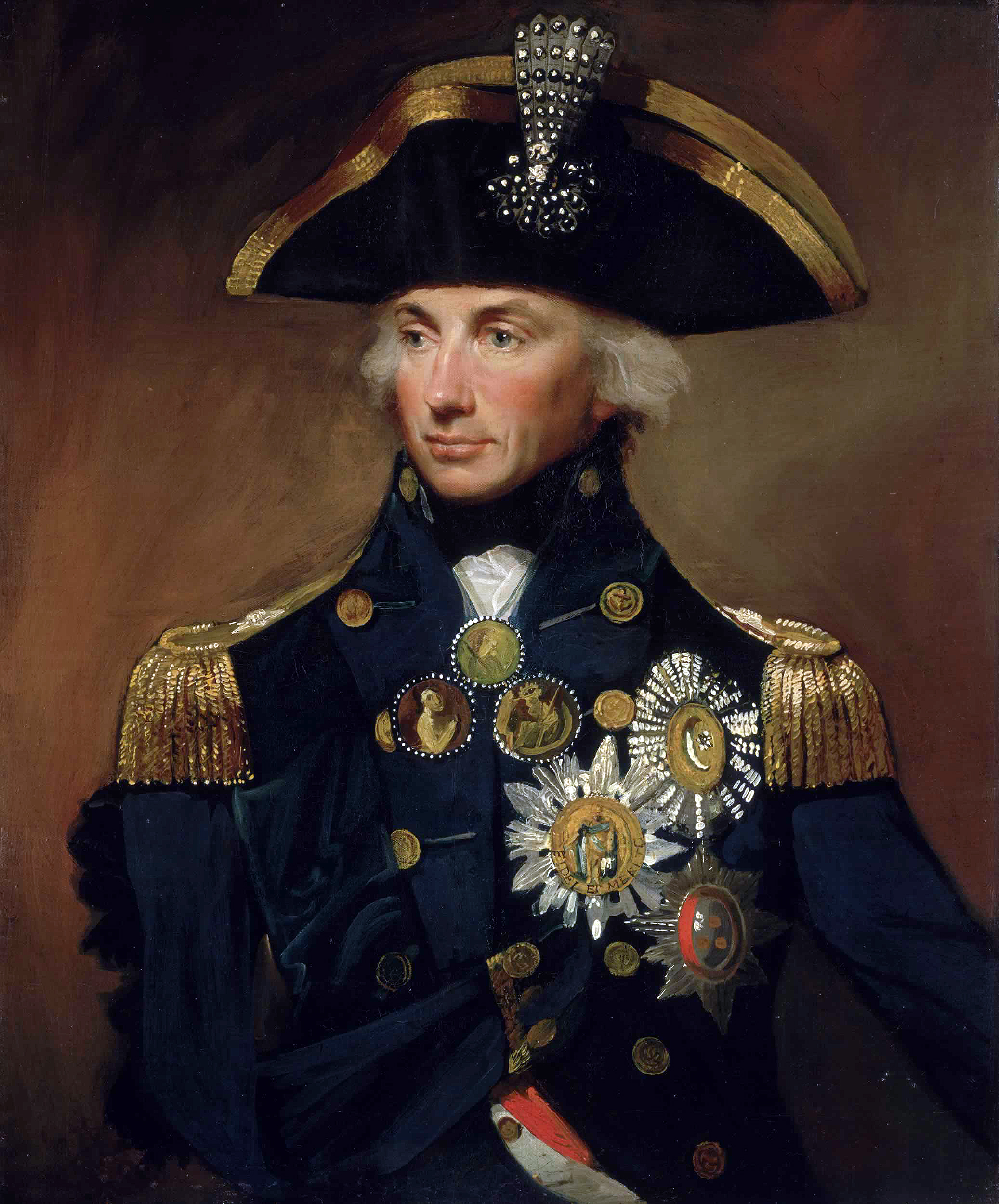
Vice Amiralul Horatio Nelson, pictură de Lemuel Francis Abbott

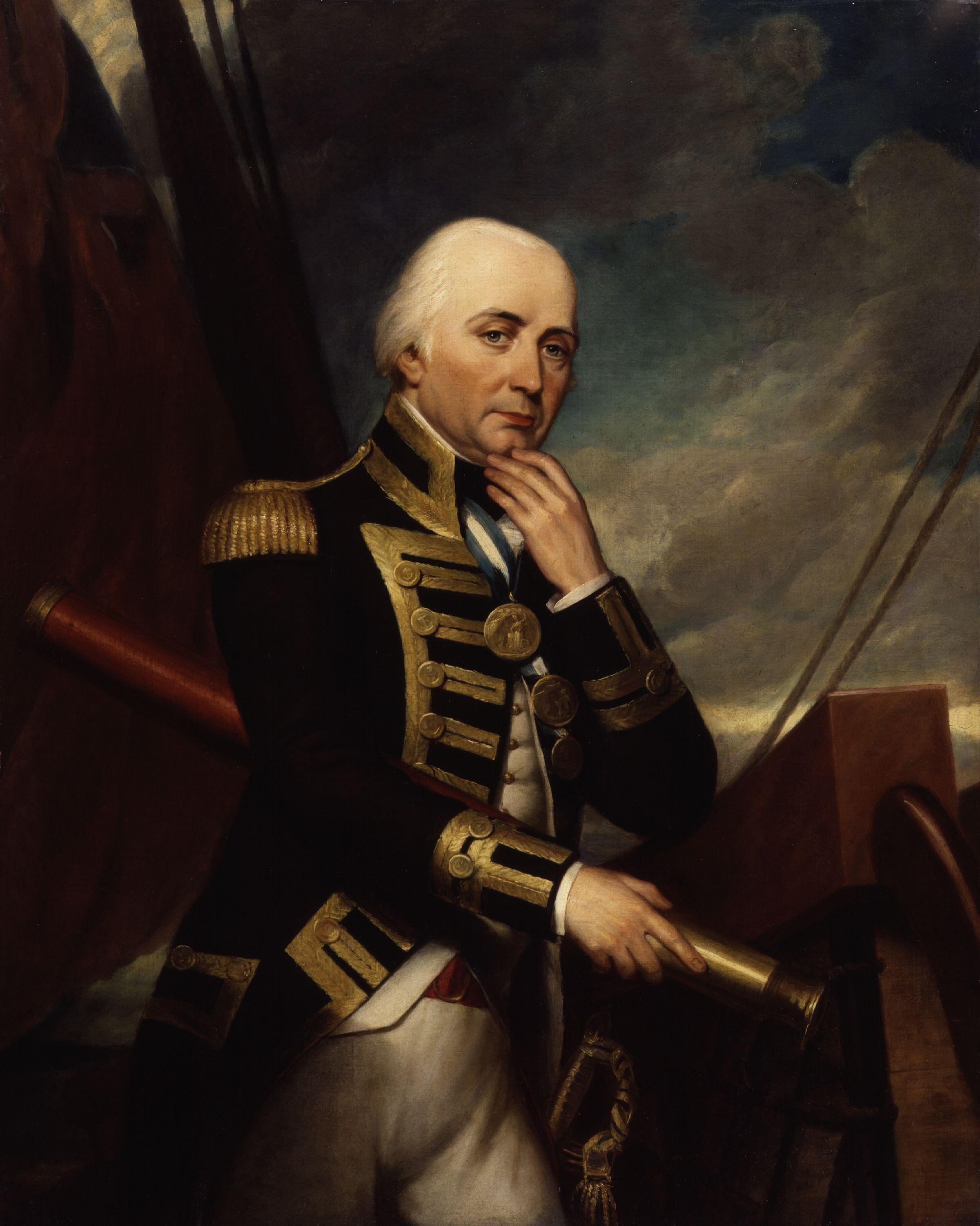
Vice-admiral Cuthbert Collingwood

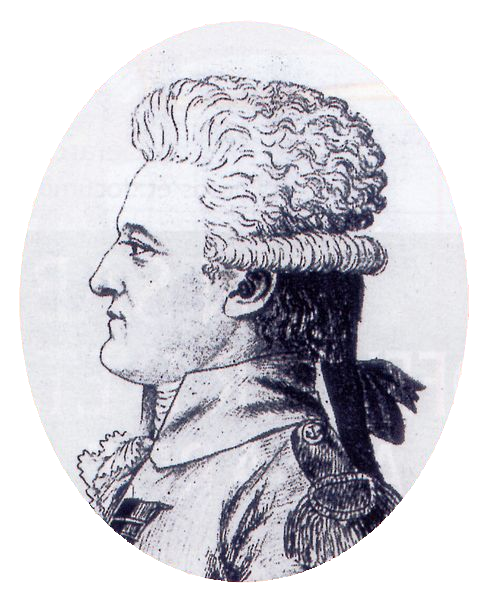
Amiralul francez Pierre-Charles Villeneuve

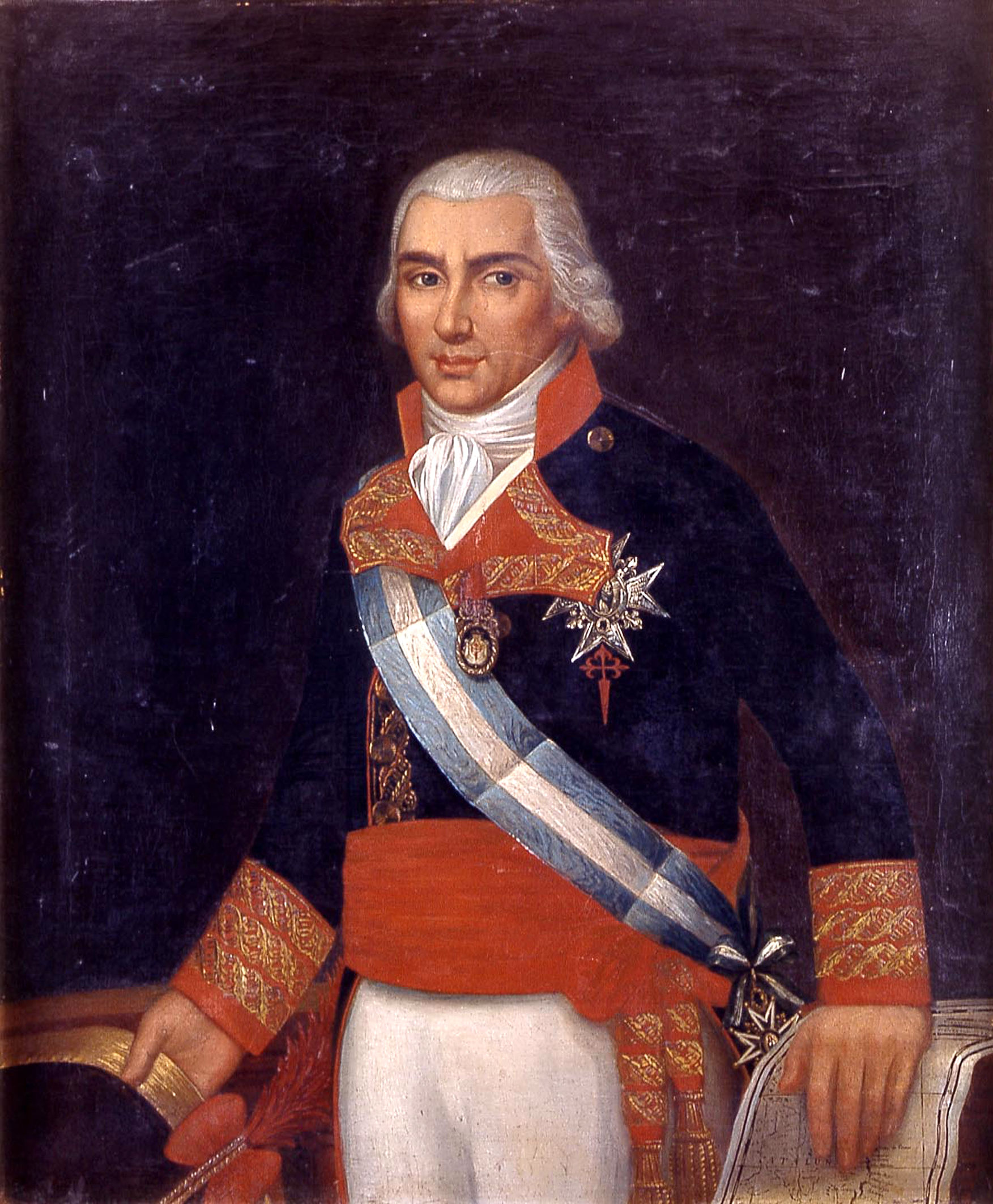
Amiralul spaniol Federico Gravina

În 1805, primul Imperiu francez, sub conducerea lui Napoleon Bonaparte era puterea militară dominantă pe continentul european, în timp ce Marina Regală Britanică controla mările. În cursul războiului, britanicii au impus o blocadă navală asupra Franței, care a afectat comerțul și i-a determinat pe francezi să-și mobilizeze pe deplin resursele navale. În ciuda mai multor ocolirii cu succes a blocadei de către Marina Franceză, ea nu a reușit să determine o înfrângere majoră a britanicilor, care au reușit să atace interesele franceze acasă și în străinătate cu relativă ușurință.
Când cea de-a treia coaliție a declarat război Franței, după pacea scurtă de la Amiens, Napoleon s-a hotărât să invadeze Marea Britanie. Pentru a face acest lucru, trebuia să se asigure că Marina Regală Britanică nu va fi capabilă să deranjeze flotele de invazie, fapt ce  necesita controlul francez al Canalului Mânecii.
Principalele flote franceze au fost la Brest și la Toulon, pe coasta mediteraneană. Alte porturi de pe coasta franceză a Atlanticului au adăpostit escadrile mai mici. Franța și Spania erau aliate, astfel încât flota spaniolă ancorată în Cádiz și Ferrol era de asemenea disponibilă. 
Britanicii aveau ofițeri de marină cu experiență și bine instruiți. În schimb, unii dintre cei mai buni ofițeri din marina franceză fuseseră executați sau părăsiseră serviciul în timpul primei perioade a Revoluției Franceze. 
Vice-amiralul Pierre-Charles Villeneuve a preluat comanda flotei franceze mediteraneene după moartea lui Latouche Treville. Au existat mai mulți ofițeri competenți, dar erau fie angajați în altă parte, fie erau căzuți în dizgrația lui Napoleon. Villeneuve arătase evidentă lipsă de entuziasm pentru confruntarea cu Nelson și cu Marina Regală după înfrângerea franceză în Bătălia de pe Nil din anul 1798.
Planul naval al lui Napoleon în 1805 a fost întocmită pentru flotele franceze și spaniole din Marea Mediterană și Cádiz, având ca scop spargerea blocadei engleze și unirea forțelor sale în Caraibe. Urma ca ei să se întoarcă, să ajute flota din Brest să iasă din blocadă și să curețe Canalul Mânecii de navele britanice, asigurând cale liberă navelor de invazie franceze .

## Urmărirea lui Villeneuve
La începutul anului 1805, viceamiralul Lord Nelson a ordonat flotei britanice să blocheze portul Toulon. Spre deosebire de William Cornwallis, care menținea o blocadă etanșă la Brest cu Flota Canalului, Nelson a adoptat o blocadă liberă în speranța de a-i atrage pe francezi într-o o luptă majoră. Cu toate acestea, flota lui Villeneuve l-a evitat cu succes pe Nelson, atunci când britanicii au fost răspândiți de o furtună. Nelson a început căutare lui în Mediterană, presupunând în mod eronat, că francezul intenționa să se îndrepte spre Egipt. Cu toate acestea, Villeneuve și-a condus flota prin strâmtoarea Gibraltar, s-a întâlnit cu flota spaniolă și a navigat așa cum era planificat, spre Caraibe. Odată ce Nelson și-a dat seama că francezii au traversat Oceanul Atlantic, a pornit în căutarea lor.

## Cadiz
Villeneuve s-a întors din Caraibe în Europa, intenționând să spargă blocada de la Brest , dar după ce două dintre navele sale spaniole au fost capturate în timpul Bătăliei de la Capul Finisterre de un escadron sub comanda vice-amiralului Sir Robert Calder, Villeneuve a abandonat acest plan și sa întors înapoi în Ferrol, în nordul Spaniei. Acolo a primit ordine de la Napoleon să se întoarcă la Brest în conformitate cu planul principal.
Planurile de invazie ale lui Napoleon pentru Marea Britanie depindeau de prezența unui număr suficient de mare de nave la Boulogne, în Franța. Acest lucru necesita ca forța lui Villeneuve de 33 de nave să se alăture forței vice-amiralului Ganteaume de 21 de nave în Brest, împreună cu o escadrilă de cinci nave sub comanda căpitanului Allemand, care i-ar fi dat o forță combinată de 59 de nave.
Când Villeneuve a ridicat ancora și a pornit de la Ferrol la 10 august, el a primit ordin de la Napoleon să navigheze spre nord, spre Brest. În schimb, era îngrijorat că britanicii îi observau manevrele, așa că, la 11 august, a navigat spre sud în direcția Cádizului pe coasta de sud-vest a Spaniei. Neavând niciun semn din partea flotei lui Villeneuve, pe 25 august, forța de invazie formată din trei corpuri de armată franceză din apropiere de Boulogne a adunat tabăra și a mărșăluit în Germania, unde mai târziu a intrat în luptă. Acest lucru a pus capăt amenințării imediate a invaziei.
În aceeași lună, Nelson s-a întors acasă în Marea Britanie după doi ani de serviciu pe mare. A rămas pe uscat timp de 25 de zile și a fost primit cu căldură de către concetățenii săi. Vestea privind flota combinată franceză și spaniolă din portul Cadiz a ajuns în Marea Britanie pe 2 septembrie. Nelson a trebuit să aștepte până la 15 septembrie, înainte ca nava lui, HMS Victory, să fie gata să iasă în larg.
La 15 august, Cornwallis a decis să ia 20 de nave de la flota care păzea Canalul Mânecii și să navigheze spre sud pentru a ataca forțele inamice din Spania. Acest lucru a lăsat Canalul Mânecii în lipsă drastică de nave mari, cu doar 11 nave mari fiind prezente. Această forță detașată a format nucleul flotei britanice care se va lupta la Trafalgar. Această flotă, sub comanda viceamiralului Calder a ajuns la Cádiz pe 15 septembrie. Nelson s-a alăturat flotei la 28 septembrie pentru a prelua comanda.
Flota britanică a folosit fregate (mai rapidă, dar prea fragilă pentru luptă), pentru a supraveghea constant portul, în timp ce forța principală a rămas neobservată, la aproximativ 80 km vest de țărm. Speranța lui Nelson era să atragă forța combinată franco-spaniolă și să o atragă într-o luptă decisivă. Forța care urmărea portul a fost condusă de Căpitanul Blackwood, comandantul HMS Euryalus. Escadronul său de șapte nave cuprindea cinci fregate, o goeletă și un bric.

## Situația aprovizionării
În acest moment, flota lui Nelson avea nevoie mare de provizii. La data de 2 octombrie, cinci nave de linie, HMS Queen, HMS Canopus, HMS Spencer, HMS Zealous, HMS Tigre și fregata HMS Endymion, au fost expediate la Gibraltar sub comanda contraamiralului Sir Thomas Louis pentru provizii.
Aceste nave au fost ulterior deturnate pentru a forma convoi de protecție în Marea Mediterană, deși Nelson se așteptase să se întoarcă. Alte nave britanice au continuat să sosească și până la 15 octombrie, flota a fost reaprovizionată, gata de luptă. Nelson a pierdut de asemenea nava principală a lui Calder, nava Prințul de Wales, cu 98 de tunuri, trimisă acasă, deoarece Calder a fost rechemat de către Amiralitate pentru a fi tras la răspundere în fața tribunalului marțial pentru aparenta lipsă de agresiune în timpul Bătăliei de la capul Finisterre din 22 iulie.
Între timp, flota lui Villeneuve din Cádiz suferea de asemenea, de o lipsă serioasă de provizii, care nu putea fi rezolvată cu ușurință de francezii fără bani suficienți. Blocada menținută de flota britanică a îngreunat aliații franco-spanioli să obțină stocuri de provizii, iar navele lor erau echipate necorespunzător. Navele lui Villeneuve erau de asemenea fără două mii de bărbați, forța necesară navigării. Nu au fost singurele probleme cu care se confrunta flota franco-spaniolă. Principalele nave franceze fuseseră ținute în port timp de ani de blocada britanică, cu doar scurte ieșiri. Echipajele franceze aveau doar câțiva marinari experimentați și majoritatea membrilor echipajului trebuiau să învețe elementele de navigație în câteva ocazii când au ajuns pe mare, pregătirea tunarilor fiind neglijată. Călătoria grăbită dincolo de Atlantic și înapoi a consumat provizii vitale. Situația de aprovizionare a lui Villeneuve a început să se îmbunătățească în octombrie, dar știrea privind sosirea lui Nelson a făcut ca Villeneuve să fie reținut în privința părăsirii portului. Într-adevăr, căpitanii lui au votat în această privință și au decis să rămână în port.
La 16 septembrie, Napoleon a dat ordine pentru navele franceze și spaniole de la Cádiz să iasă în larg la prima ocazie favorabilă, să se alăture cu șapte nave spaniole, apoi la Cartagena, să meargă la Napoli și să pună pe țărm soldații pe care îi duceau pentru a reîntări trupele acolo, apoi lupte decisiv dacă întâlnesc  flotă britanică inferioară numeric.

## Flotele

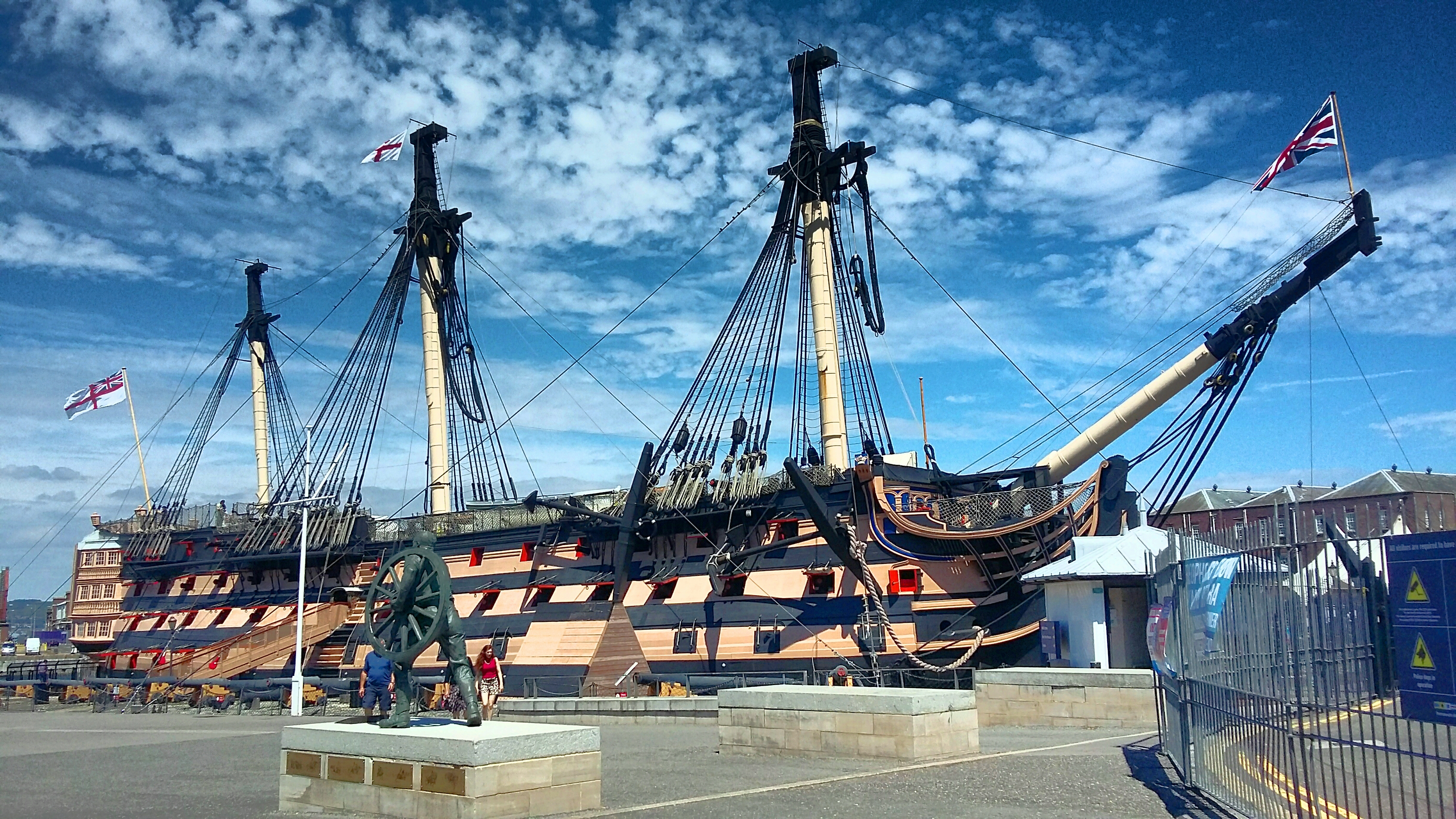
HMS Victory

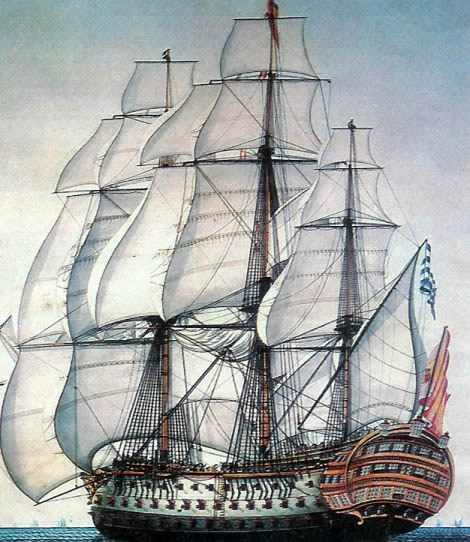
Santisima Trinidad

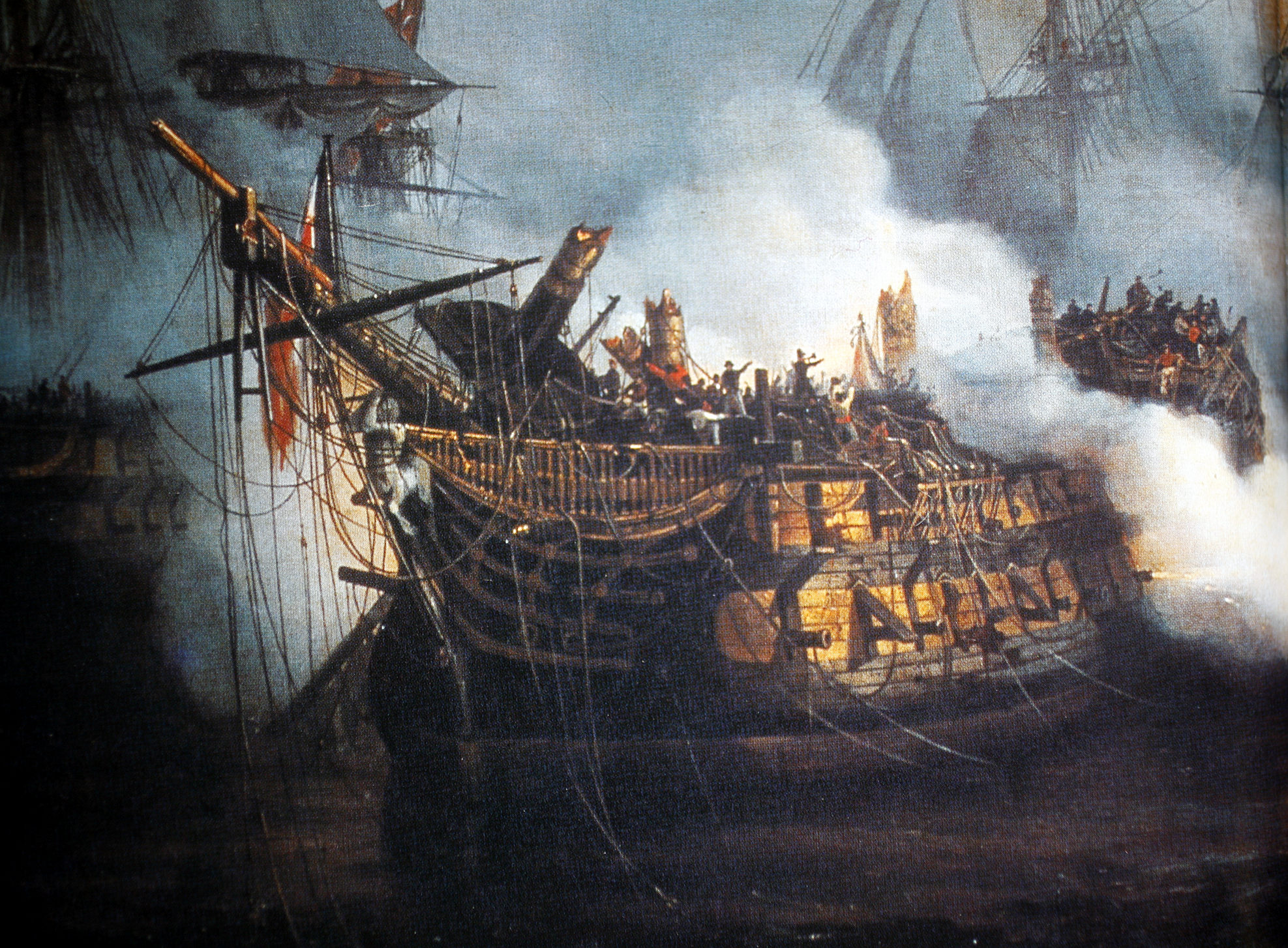
Bucentaure

### Flota britanică
La 21 octombrie, amiralul Nelson avea 27 de nave aflate sub comanda sa. 
Noua navă amiral a lui Nelson, HMS Victory, sub comanda lui Thomas Masterman Hardy, a fost una din cele trei nave de prim rang cu 100 tunuri din flota sa. El avea de asemenea patru nave cu 98 tunuri și 20 nave de rangul trei. 
Una dintre navele de rang trei avea 80 tunuri, iar restul cu 74 tunuri. 
Celelalte trei nave rămase aveau 64 tunuri, care au fost scoase din funcțiune de la Royal Navy în momentul bătăliei. Nelson avea, de asemenea, patru fregate de 38 sau 36 de tunuri, o goeletă cu 12 tunuri și o vedetă cu 10 tunuri.

### Flota franco-spaniolă
Împotriva lui Nelson, vice-amiralul Villeneuve - care naviga pe nava sa amiral Bucentaure cu 33 de nave, unele dintre ele fiind unele dintre cele mai mari din lume la acea vreme. Spaniolii contribuiau la flota combinată cu 4 nave de rangul întâi. Trei dintre aceste nave, una cu 130 de tunuri (Santisima Trinidad) și două cu 112 de tunuri (Príncipe de Asturias și Santa Ana), erau mult mai mari decât orice navă, sub comanda lui Nelson. Cea de a patra navă de prim rang avea 100 tunuri. 
Flota avea șase nave de rangul trei cu 80 tunuri, patru (patru franceze și două spaniole) și o una spaniolă cu 64 tunuri. Celelalte 22 nave de rang trei erau nave cu 74 tunuri, dintre care paisprezece erau franceze și opt spaniole. În total, spaniolii au contribuit cu 15 nave și francezii 18 nave. Flota a inclus, de asemenea, cinci fregate cu 40 tunuri și două bricuri cu 18 tunuri, toate franceze.

### Compararea tabelară a flotelor
| Nave britanice    | Tunuri | Tip navă   | Nave franceze | Tunuri | Tip navă   | Nave spaniole         | Tunuri | Tip navă    |
| ----------------- | ------ | ---------- | ------------- | ------ | ---------- | --------------------- | ------ | ----------- |
| HMS Victory       | 104    | Trei punți | Bucentaure    | 80     | Două punți | Santissima Trinidad   | 136    | Patru punți |
| Royal Sovereign   | 100    | Trei punți | Formidable    | 80     | Două punți | Santa Ana             | 112    | Trei punți  |
| HMS Britannia     | 100    | Trei punți | Indomptable   | 80     | Două punți | Principe de Asturias  | 112    | Trei punți  |
| HMS Dreadnought   | 98     | Trei punți | Neptune       | 80     | Două punți | Rayo                  | 100    | Trei punți  |
| Neptune           | 98     | Trei punți | Achille       | 74     | Două punți | Neptuno               | 80     | Două punți  |
| HMS Prince        | 98     | Trei punți | L'Aigle       | 74     | Două punți | Argonauta             | 80     | Două punți  |
| HMS Temeraire     | 98     | Trei punți | Algesiras     | 74     | Două punți | Bahama                | 74     | Două punți  |
| HMS Tonnant       | 80     | Două punți | Argonaute     | 74     | Două punți | Monarca               | 74     | Două punți  |
| HMS Achille       | 74     | Două punți | Duguay-Touin  | 74     | Două punți | Montañes              | 74     | Două punți  |
| HMS Ajax          | 74     | Două punți | Fougueux      | 74     | Două punți | San Augustín          | 74     | Două punți  |
| HMS Bellerophon   | 74     | Două punți | Héros         | 74     | Două punți | San Francisco de Asis | 74     | Două punți  |
| HMS Colossus      | 74     | Două punți | Intrépid      | 74     | Două punți | San Ildefonso         | 74     | Două punți  |
| HMS Conqueror     | 74     | Două punți | Mont-Blanc    | 74     | Două punți | São João Nepomuceno   | 74     | Două punți  |
| HMS Defence       | 74     | Două punți | Pluton        | 74     | Două punți | San Justo             | 74     | Două punți  |
| HMS Defiance      | 74     | Două punți | Redoutable    | 74     | Două punți | San Leandro           | 64     | Două punți  |
| HMS Leviathan     | 74     | Două punți | Scipion       | 74     | Două punți |                       |        |             |
| HMS Mars          | 74     | Două punți | Berwick       | 74     | Două punți |                       |        |             |
| HMS Minotaur      | 74     | Două punți | Swiftsure     | 74     | Două punți |                       |        |             |
| HMS Orion         | 74     | Două punți | Cornelie      | 40     | Fregată    |                       |        |             |
| HMS Revenge       | 74     | Două punți | Hermione      | 40     | Fregată    |                       |        |             |
| HMS Swiftsure     | 74     | Două punți | Hortense      | 40     | Fregată    |                       |        |             |
| HMS Thunderer     | 74     | Două punți | Rhin          | 40     | Fregată    |                       |        |             |
| HMS Belleisle     | 74     | Două punți | Thémis        | 40     | Fregată    |                       |        |             |
| HMS Spartiate     | 74     | Două punți | Furet         | 18     | Bric       |                       |        |             |
| HMS Africa        | 64     | Două punți | Argus         | 16     | Bric       |                       |        |             |
| HMS Agamemnon     | 64     | Două punți |               |        |            |                       |        |             |
| HMS Polyphemus    | 64     | Două punți |               |        |            |                       |        |             |
| HMS Euryalus      | 36     | Fregată    |               |        |            |                       |        |             |
| HMS Naiad         | 36     | Fregată    |               |        |            |                       |        |             |
| HMS Phoebe        | 36     | Fregată    |               |        |            |                       |        |             |
| HMS Sirius        | 36     | Fregată    |               |        |            |                       |        |             |
| HMS Pickle        | 12     | Goeletă    |               |        |            |                       |        |             |
| HMS Entreprenante | 10     | Șalupă     |               |        |            |                       |        |             |
|                   |        |            | Franța        |        |            |                       |        |             |
| Patru punți       | -      |            | Patru punți   | -      |            | Patru punți           | 1      |             |
| Trei punți        | 7      |            | Trei punți    | -      |            | Trei punți            | 3      |             |
| Două punți        | 20     |            | Două punți    | 18     |            | Două punți            | 11     |             |
| Fregate           | 4      |            | Fregate       | 5      |            | Fregate               | -      |             |
| Bricuri           | -      |            | Bricuri       | 2      |            | Bricuri               | -      |             |
| Goelete           | 1      |            | Goelete       | -      |            | Goelete               | -      |             |
| Vedete            | 1      |            | Vedete        | -      |            | Vedete                | -      |             |
| Tunuri:           | 2312   |            | Tunuri:       | 1584   |            | Tunuri:               | 1280   |             |

## Planul lui Nelson
Practica tactică uzuală dominantă la vremea respectivă implicat efectuarea unor manevre de apropiere de flota inamicului într-o singură linie de luptă și apoi angajarea luptei în linii paralele. Înainte de adoptarea acestei tactici, flotele erau de obicei amestecate. Un motiv pentru dezvoltarea liniei în sistemul de luptă era de a facilita controlul flotei: dacă toate navele erau în linie, semnalizările în toiul luptei devenea posibilă. Linia a permis de asemenea fiecărei părți să se retragă prin ruperea formației; dacă atacatorul alegea să continue lupta și linia sa era de asemenea ruptă. Această situație a dus adesea la bătălii neconcludente sau a permis părții care pierdea să-și minimalizeze pierderile; dar Nelson dorea o acțiune cu rezultate clare. 

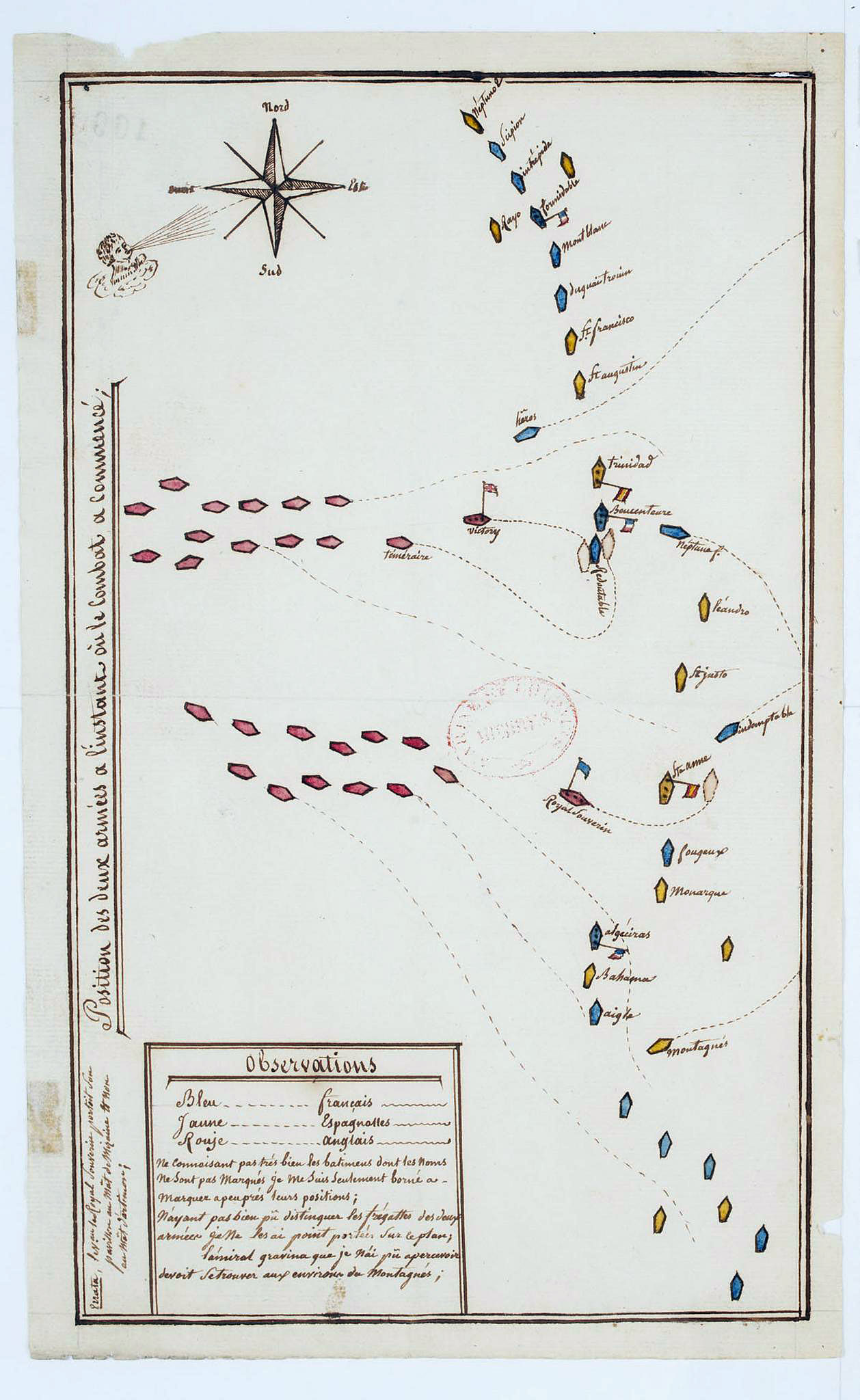
Planul de bătălie, din 2 ianuarie 1806, Arhivele Naționale

Soluția lui Nelson la această problemă era să taie cu navele sale linia inamică în trei segmente. Apropiindu-se în două coloane, perpendicular pe linia inamicului, una spre centrul liniei opuse și una către capătul din urmă, navele sale ar sparge formația inamicului în trei, ar înconjura o treime, forțându-i să lupte până la capăt. Nelson spera în mod special să taie linia chiar în fața pavilionului francez, nava Bucentaure; navele izolate aflate în fața punctului de rupere nu ar putea vedea semnalele de la restul flotei, sperând astfel, că le vor scoate din luptă în timp ce se regrupează. Intenția de a merge direct către inamic a reluat tactica utilizată de amiralul Duncan în Bătălia de la Camperdown și amiralul Jervis în Bătălia de la Capul St. Vincent, ambele în anul 1797, ambele soldate cu victorie britanică decisivă. 
Planul avea trei avantaje principale. În primul rând, flota britanică s-ar apropia de flota franco-spaniolă cât mai repede posibil, reducând șansa ca ei să poată scăpa fără luptă . 
În al doilea rând, ar conduce rapid la o luptă frenetică prin ruperea liniei franco-spaniole și prin inducerea unei serii de acțiuni individuale de la navă la navă, în care britanicii ar putea să avea avantaje. Nelson știa că priceperea marinărească superioară, viteza sporită și un moral mai ridicat al echipajelor sale aveau să fie mari avantaje.  
În al treilea rând, ar aduce o concentrare decisivă a navelor sale în spatele flotei franco-spaniole. Navele aflate în fața flotei inamice ar fi trebuit să se întoarcă pentru a susține navele din spate, ceea ce ar fi durat mult timp.  
În plus, odată ce linia franco-spaniolă ar fi fost spartă, navele lor ar fi relativ lipsite de apărare față de puternicele nave din flota britanică și le-ar lua mult timp să se repoziționeze pentru a returna focul.
Principalul dezavantaj al atacului a fost faptul că, pe măsură ce navele britanice din față s-ar apropia, flota franco-spaniolă ar fi capabilă să direcționeze toate tunurile lor de pe o parte a navei, la care britanicii nu ar fi putut să răspundă. Pentru a diminua timpul în care flota era expusă acestui pericol, Nelson avea să pregătească toate pânzele disponibile navelor sale, încă o altă abatere de la norme. De asemenea, el era foarte conștient de faptul că tunarii francezi și spanioli erau prost instruiți și ar fi avut dificultăți să tragă precis de pe o platformă în mișcare dotată cu tunuri. 
Flota combinată naviga prin hulă grea, provocând navele să se miște intens în ruliu situația astfel să exacerbeze problema tragerii. Planul lui Nelson a fost într-adevăr un joc de noroc, dar unul foarte atent calculat.
În timpul perioadei blocadei în largul coastei Spaniei în octombrie Nelson i-a instruit pe căpitanii săi, în timpul a două cine pe bordul navei Victory, prezentându-le planul său de luptă în detalii. Ordinea de navigație era, ca flota să se aranjeze în formație atunci când inamicul este prima dată văzut, trebuia să fie executat întocmai, ca să nu se piardă timp pentru a forma o linie precisă a navelor . 
Atacul urma să se facă în două linii de nave. O linie era condusă de viceamiralul secund în comandă după Nelson, Cuthbert Collingwood, care trebuia să navigheze și să rupă spatele liniei inamice, în timp ce cealaltă linie, condusă de Nelson, trebuia să navigheze în centru și în avangardă. Intenția era de a împărți linia inamicului și de a se angaja într-o luptă apropiată, o formă de luptă în care, Nelson credea, că flota britanică ar avea avantaj. În pregătirea pentru luptă, Nelson a ordonat ca navele din flota sa să fie vopsite cu un model distinct galben și negru (mai târziu cunoscut sub numele de Nelson Checker), care le-ar face ușor de distins de adversarii lor.
Nelson a fost atent să sublinieze că ceva vs rămâne la întâmplare. Nimic nu este sigur într-o luptă maritimă, așa că i-a lăsat pe căpitanii săi liberi de toate regulile care îi împiedica, spunându-le că 
| “ | Niciun căpitan nu poate greși foarte mult, dacă își plasează nava alături de cea a inamicului. | ” |

Pe scurt, circumstanțele ar dicta executarea manevrelor, cu scopul general, ca spatele inamicului să fie ruptă de restul liniei și o forță superioară britanică să se concentreze asupra acelei părți a liniei inamicului.
Chiar și amiralul Villeneuve și-a exprimat convingerea că Nelson va folosi un  atac neortodox, spunând în mod specific că el credea cu precizie - că Nelson ar ataca chiar la linia sa de nave. Dar în lungul său joc de-a pisica și șoarecele cu Nelson îl epuizase și simțea că-și pierde nervii. Argumentând că lipsa de experiență a ofițerilor săi însemna că nu va putea să-și mențină formația în mai multe grupuri, el a ales să nu acționeze conform evaluării sale preliminare a situației.

## Plecarea la luptă
Flota combinată a navelor de război franceze și spaniole, ancorate la Cádiz sub conducerea amiralului Villeneuve, era în dezordine. La 16 septembrie 1805 Villeneuve a primit ordine de la Napoleon pentru a naviga cu flota combinată de la Cádiz la Napoli. La început Villeneuve era optimist în privința revenirii în Marea Mediterană, dar în curând a început să aibă temeri. S-a ținut un consiliu de război la bordul navei sale pavilion Bucentaure, în data de 8 octombrie.   În timp ce unii dintre căpitanii francezi doreau să se supună ordinelor lui Napoleon, căpitanii spanioli și alți ofițeri francezi, inclusiv Villeneuve, au considerat că este mai bine să rămână în Cádiz . Villeneuve și-a schimbat încă o dată intenția la 18 octombrie 1805, ordonând Flotei Combinate, să iasă imediat în larg, chiar dacă vântul era slab.
Schimbarea bruscă a fost provocată de o scrisoare pe care Villeneuve o primise la 18 octombrie, informându-l că viceamiralul François Rosily a sosit la Madrid cu ordine de a prelua comanda Flotei Combinate. Stânjenit de perspectiva de a fi dezamăgit în fața flotei, Villeneuve a hotărât să meargă iasă în larg, înainte ca succesorul său să ajungă la Cádiz. În același timp, el a primit informații că un detașament de șase nave britanice (escadronul Amiralului Louis), a a intrat în portul Gibraltar, slăbind astfel flota britanică. Această situație a fost folosită ca pretext pentru părăsirea bruscă a portului.
A fost nevoie de cea mai mare parte a zilei de 20 octombrie pentru Villeneuve pentru a-și organiza flota; în cele din urmă a pornit în trei coloane spre Strâmtoarea Gibraltar la sud-est. În aceeași seară nava franceză Achille a văzut o forță de 18 nave britanice care îi  urmăreau. Flota a început să se pregătească pentru luptă și în timpul nopții li s-a ordonat să se pună cu navele în formație de luptă într-o singură linie. În ziua următoare, flota lui Nelson de 27 de nave și patru fregate a fost văzută în urmărire lor din nord-vest cu vânt din spate. Villeneuve a ordonat din nou flotei sale să se pună în trei coloane, dar și-a schimbat repede ideea și a ordonat să se pună într-o singură linie. Rezultatul a fost o formație de nave întinsă și neuniformă.
La ora 5:40 a zilei de 21 octombrie, britanicii au fost la 34 de kilometri nord-vest de Capul Trafalgar, cu flota franco-spaniolă între britanici și Cap. La circa ora 6 dimineața, Nelson a dat ordin să se pregătească pentru luptă. La ora 8 dimineața, fregata britanică Euryalus, care supraveghea peste noapte Flota combinată, a observat că flota britanică încă "își formează liniile" în care va ataca .
La ora 8 dimineața, Villeneuve a ordonat flotei să facă cale întoarsă și să se întoarcă la Cádiz. Acest lucru a inversat ordinea liniei aliate, plasând divizia din spate sub comanda contraamiralului Pierre Dumanoir le Pelley în avangardă. În această situație vântul sufla invers, adesea schimbându-și direcția. Vântul foarte ușor a făcut manevrele practic imposibile pentru toți, mai puțin pentru cei mai experimentați marinari. Echipajele neexperimentate au avut dificultăți în schimbarea condițiilor și a durat aproape o oră și jumătate pentru ca ordinul lui Villeneuve să fie finalizat. Flota franceză și spaniolă a format acum o semilună neuniformă, unghiulară, cu navele mai lente, în general în adăpost de vânt și mai aproape de țărm.
Până la ora 11 dimineața, întreaga flotă a lui Nelson era vizibilă lui Villeneuve, navigând în două coloane paralele. Cele două flote urmau să se afle în raza de acțiune în interval de o oră. Villeneuve era îngrijorat în acest moment de formarea unei linii, deoarece navele lui erau neuniform distanțate și într-o formă neregulată. Flota franco-spaniolă a fost întinsă pe o lungime de aproape 8 km, când flota lui Nelson s-a apropiat.
În timp ce britanicii se apropiau, puteau vedea că inamicul nu naviga într-o ordine strânsă, ci mai degrabă în grupuri neregulate. Nelson nu a putut să observe imediat nava pavilion francez, în timp ce francezii și spaniolii nu foloseau fanioane de comandă.
Nelson a fost depășit ca număr de nave și tunuri, inamicul totalizând aproape 30.000 de marinari și 2.568 de tunuri la cei 17.000 de marinari și 2.148 de tunuri britanice. Flota franco-spaniolă avea și alte șase nave de linie, astfel încât să poată combina mai ușor focul lor. Nu a existat nici o cale să se evite ca unele nave Nelson să fie "dublate" sau chiar "triplate".
Pe măsură ce cele două flote s-au apropiat, neliniștea a început să apară printre ofițeri și marinari; un marinar britanic a descris timpul înaintea bătăliei astfel: "În timpul acestei pregătiri minunate, mintea umană avea timp suficient pentru meditație, pentru că era evident că soarta Angliei se baza pe această bătălie" .

## Bătălia

Semnalul lui Nelson.

Lupta a progresat în mare măsură în conformitate cu planul lui Nelson. La ora 11:45, Nelson a trimis prin fanioane semnalul său celebru de la nava pavilion britanic: 
| “ | Anglia se așteaptă, ca fiecare om să-și facă datoria | ” |

Pe măsură ce bătălia începea, francezii și spaniolii se aflau într-o linie curbă, îndreptată spre nord. După cum era planificat, flota britanică se apropia de linia franco-spaniolă în două coloane. Conducând coloana nordică, în vânt naviga HMS Victory, cu Nelson la bord, în timp ce Collingwood se afla pe nava HMS Royal Sovereign dotată cu 100 de tunuri, conducând coloana a doua, în umbra vântului. Cele două coloane britanice s-au apropiat de vest, la un unghi drept față de linia aliată franco-spaniolă. Nelson își îndreptă coloana spre un punct al flotei franco-spaniole, apoi schimbând brusc direcția, se îndreptă brusc către punctul real de atac. Collingwood a modificat ușor cursa coloanei sale, astfel încât cele două linii s-au concentrat într-o linie de atac.

Situația la amiază. Royal Sovereign rupând linia aliată franco-spaniolă.

Chiar înainte ca navele din coloana lui Collingwood să atace forțele aliate, Collingwood le-a spus ofițerilor săi: "Acum, domnilor, să facem astăzi ceva despre care lumea să poată vorbi de aici încolo". Deoarece vântul era foarte slabe în timpul bătăliei, toate navele se mișcau extrem de încet, iar cele mai importante nave britanice se aflau sub foc greu de la mai multe nave aliate, cu aproape o oră înainte ca tunurile lor să poată lovi inamicul.
La prânz Villeneuve a trimis semnalul "atacați inamicul", iar nava franceză Fougueux a tras prima lovitură de tun în nava Royal Sovereign  Royal Sovereign avea toate pânzele sus și având de curând curățată nava de depuneri, a depășit restul flotei britanice. În timp ce se apropia de linia alianței franco-spaniole, a ajuns sub focul tunurilor de pe navele Fougueux, Indomptable, San Justo și San Leandro, înainte de a rupe linia chiar în spatele navei amiralului Alava, nava amiral Santa Ana, în care a tras o serie devastatoare dublă de tun.
A doua navă din coloana britanică, Belleisle, a fost atacată de L'Aigle, Achille, Neptune și Fougueux; ea a rămas în curând complet fără catarge, în imposibilitatea de a manevra și în mare măsură în imposibilitatea de a lupta, deoarece  velele căzute i-au orbit bateriile de tunuri, dar nu a cedat timp de 45 de minute, până când navele britanice următoare au venit s-o salveze.
Timp de 40 de minute, Victory era sub focul tunurilor de pe Héros, Santísima Trinidad, Redoutable și Neptun; deși multe lovituri de tun și-au greșit ținta, altele au ucis și rănit un număr marinari i-au nimerit și dezafectat timona, așa că a trebuit să fie cârmită cu cârma de sub punte. Victory nu putea răspunde încă atacului.
La 12:45, Victory a tăiat linia inamicului între nava amiral al lui Villeneuve, Bucentaure și nava Redoutable; se apropiase de Bucentaure, trăgând o salvă de tun devastatoare în pupă, care a ucis și rănit mulți oameni de lângă tunuri.

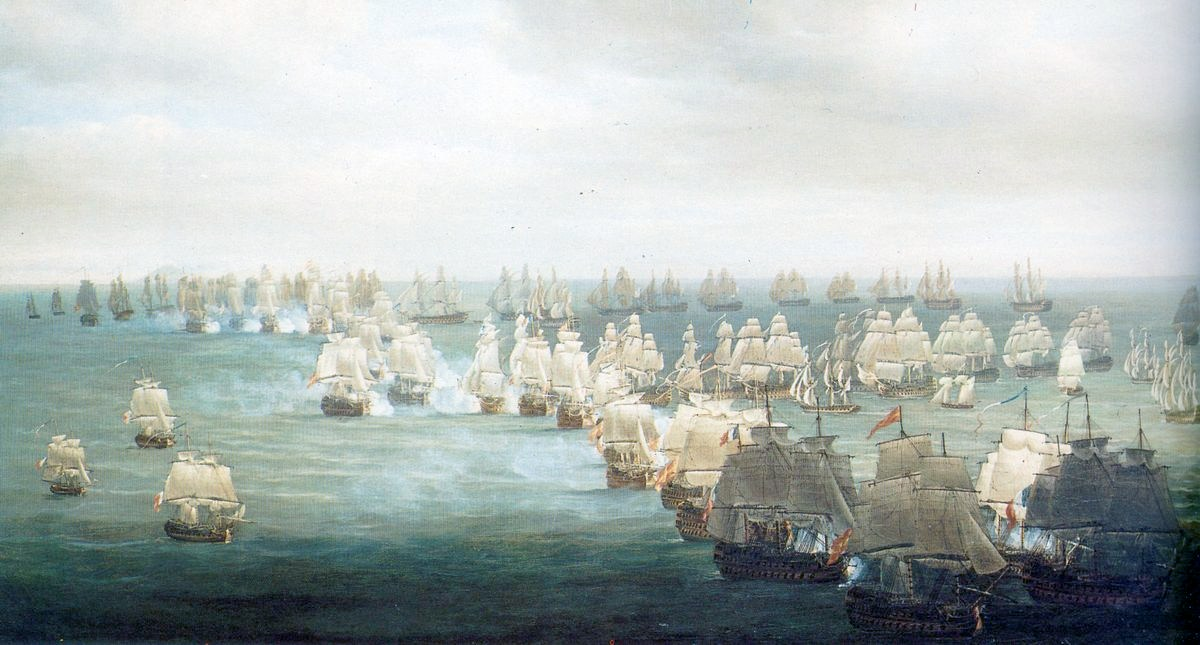
Situația la ora 13ː00 în imaginația pictorului Nicholas Pocock

Villeneuve se gândea că nava sa va fi lovită cu tunurile de pe Victory și cu vulturul de drapel al navei în mână, le-a spus oamenilor săi: "Îl voi arunca pe corabia inamicului și îl vom lua de acolo". Cu toate că Victory a atacat Redoutable care avea 74 tunuri; Bucentaure a fost lăsată să lupte cu următoarele trei nave din coloana britanică din vânt: Temeraire, Conqueror și HMS Neptun.
A urmat o încăierare generală. Echipajul de pe Redoutable, care includea un corp puternic de infanterie (cu trei căpitani și patru locotenenți), s-au adunat pentru a încerca să urce și să captureze Victory. 

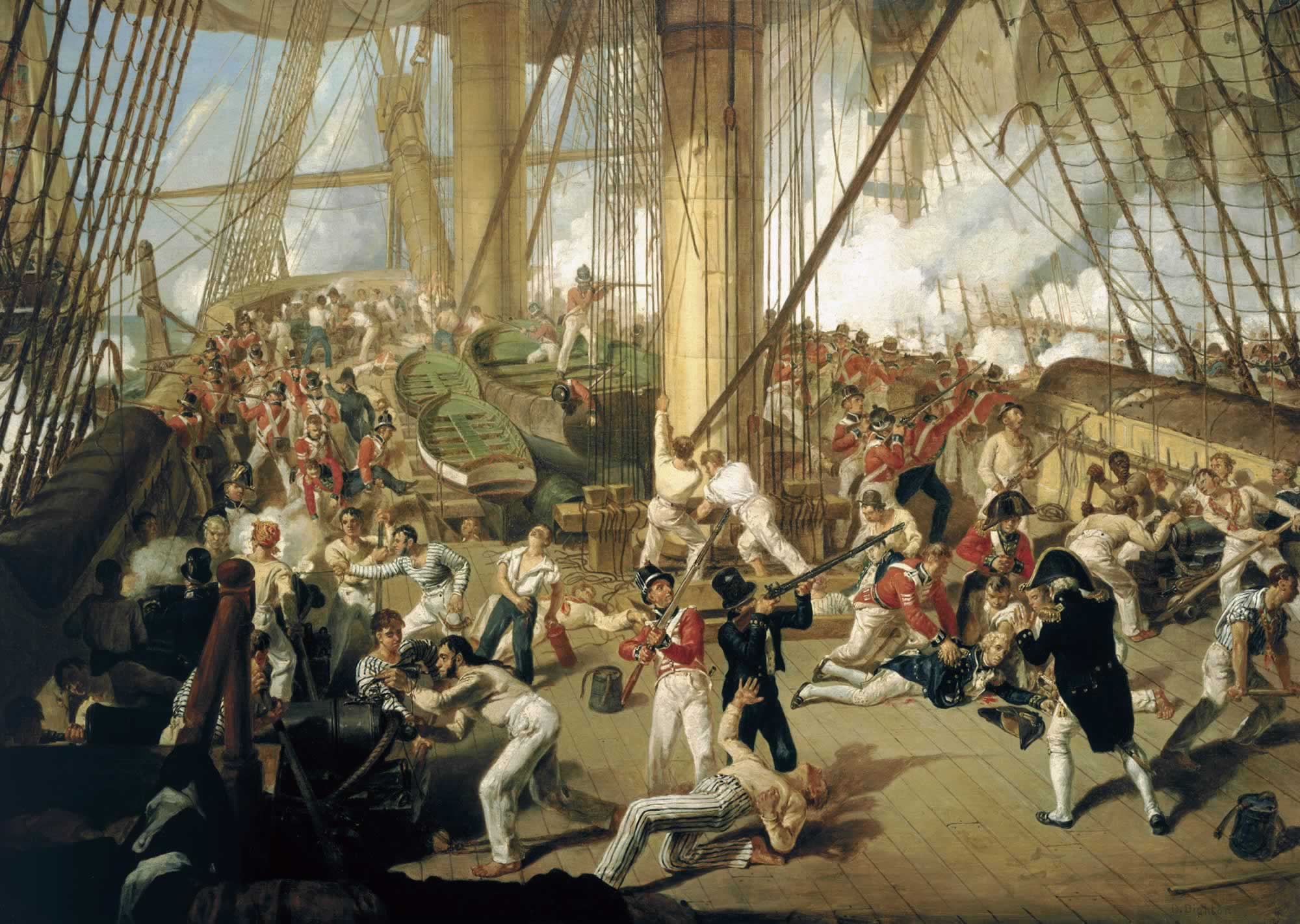
Nelson răpus de glonț, căzând pe puntea navei Victory - Pictură de Denis Dighton

Un glonț de muschetă tras de la vârful arborelui pupei de pe Redouble l-a lovit pe Nelson în umărul stâng, trecu prin coloana vertebrală la vertebrele a șasea și a șaptea toracice oprindu-se la doi țoli sub scapula dreaptă în mușchii spatelui său. Nelson exclamă: "În cele din urmă au reușit, sunt mort". El a fost transportat sub punte.
Tunarii de pe Victory au fost chemați să lupte pe punte și Victory a încetat să tragă. Tunarii au fost forțați de grenade franceze să se retragă sub punte. În timp ce francezii se pregăteau să se îmbarce pe Victory, Temeraire, a doua navă din coloana britanică, s-a apropiat de tribordul lui Redoutable trăgând în echipajul francez expus, provocând multe pierderi.
La ora 13:55, căpitanul Lucas, de pe Redoutable, cu 99 de bărbați rămași teferi  din 643 oameni, restul răniți grav, s-a predat. Nava franceză Bucentaure a fost izolată de Victory și Temeraire, apoi atacată de HMS Neptun, HMS Leviathan și Conqueror; în mod similar, Santísima Trinidad a fost izolată și copleșită, predându-se după trei ore.
Pe măsură ce tot mai multe nave britanice au intrat în luptă, navele din centrul navelor aliate și din spate au fost treptat copleșite. Avangarda aliată, izolată și inactivă multă vreme, după ce a făcut o demonstrație inutilă s-a retras. Britanicii au capturat 22 de nave din flota franco-spaniolă, fără a pierde vreuna. 
Printre navele franceze capturate au fost L'Aigle, Algésiras, Berwick, Bucentaure, Fougueux, Intrépide, Redoutable și Swiftsure. Vasele spaniole capturate au fost Argonauta, Bahama, Monarca, Neptuno, San Agustin, San Ildefonso, San Juan Nepomuceno, Santísima Trinidad și Santa Ana. 

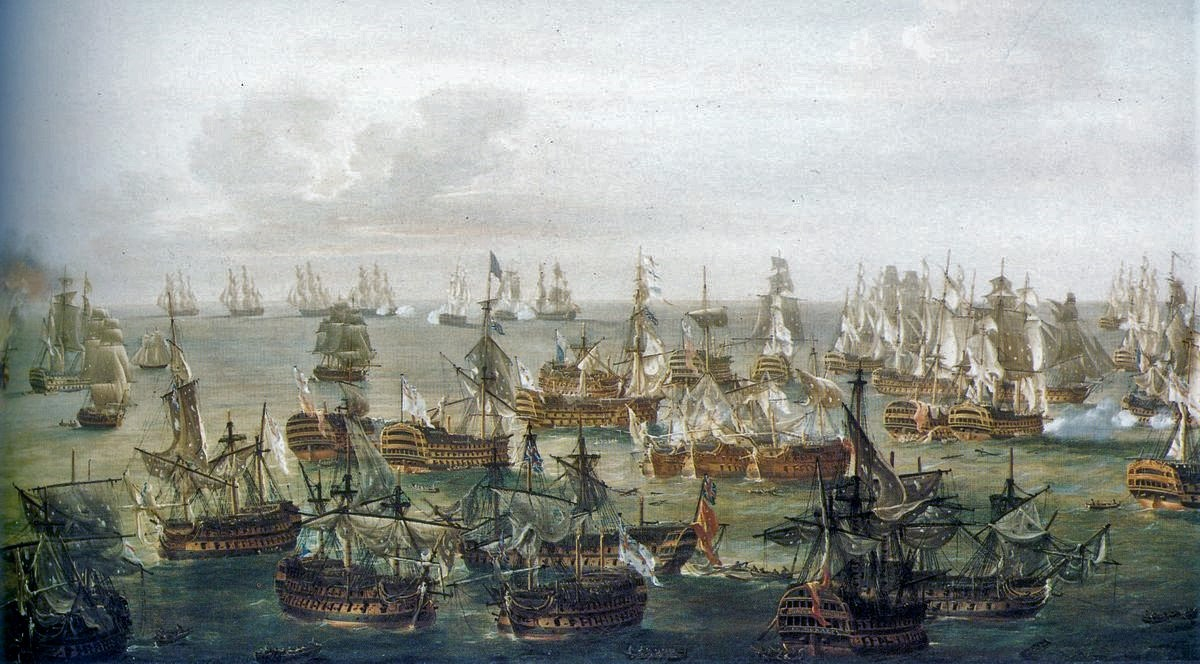
Situația bătăliei la ora 17ː00 după pictorul Nicholas Pocock

Dintre acestea, Redoutable s-a scufundat, iar Santísima Trinidad și Argonauta au fost alungate de britanici. Achille a explodat, Intrépide și San Augustin au ars, iar L'Aigle, Berwick, Fougueux și Monarca au fost avariate în furtuna care a urmat bătăliei.
Muribundul Nelson a ordonat flotei să se ancoreze din cauza furtunii care se apropia. Cu toate acestea, când furtuna a izbucnit multe dintre navele grav deteriorate s-au scufundat sau s-au împotmolit pe bancuri.
Chirurgul William Beatty a auzit murmurul lui Nelson, "Mulțumesc lui Dumnezeu că mi-am făcut datoria"; când s-a întors, vocea lui Nelson a dispărut, iar pulsul său era foarte slab . Privi în sus când Beatty îi luă pulsul, apoi închise ochii. Capelanul lui Nelson, Alexander Scott, care a rămas lângă Nelson până a murit, i-a înregistrat ultimele cuvinte "Dumnezeu și țara mea". Nelson a murit la ora 16ː30, la trei ore după ce a fost împușcat.
.

Pierderi după navă.
Albastru = Francezi
Roșu = Spanioli
Numerele arată ordinea ocupată în linie.
Galben = HMS Africa
Verde = Coloana britanică, condusă de Nelson
Gri = Coloana britanică condusă de Collingwood
Numerele arată ordinea ocupată în linie.

Spre sfârșitul bătăliei cu flota combinată copleșită, porțiunea încă relativ neangajată în bătălie a avangardei de sub conducerea contraamiralului Dumanoir Le Pelley a încercat să ajungă să ajute centrul care se prăbușea. După ce nu a reușit să ajungă, el a decis să renunțe să intervină și a condus patru nave franceze, nava sa amiral Formidable cu 80 de tunuri, navele Scipion, Duguay Trouin și Mont Blanc cu 74 de tunuri, departe de lupte. 
El s-a îndreptat la început spre Strâmtoarea Gibraltar, intenționând să execute ordinele inițiale ale lui Villeneuve și să ajungă la Toulon. La 22 octombrie, el și-a schimbat intenția, amintindu-și că o escadră britanică puternică sub comanda contraamiralului Thomas Louis patrula în strâmtoare, și s-a îndreptat spre nord, sperând să ajungă la unul din porturile atlantice franceze. 
Din cauza unei furtuni puternice care amenința să apară în largul coastei spaniole, el a navigat prin Golful Biscaia și urmărind să ajungă la portul francez Rochefort. Aceste patru nave au rămas în larg până când s-au întâlnit și au încercat să urmărească o fregată britanică, care i-a adus în raza unei escadrila britanice sub comanda lui Richard Strachan, care le-a capturat pe toate la 4 noiembrie 1805 în Bătălia de la Capul Ortegal.

## Epilog

### Sfârșitul navei Bucentaure
Aproximativ la ora 15:30, nava amiral franceză a capitulat în fața inamicului cu amiralul Villeneuve la bord, în mod miraculos neatins, în timp ce nava era foarte avariată, aproape fără catarge și acoperită cu cadavre și răniți. Villeneuve a ajuns la bordul navei HMS Conqueror și s-a predat căpitanului James Atcherly. Bucentaure a fost remorcată de nava britanică Conqueror. Noaptea, Bucentaure și-a rupt cablurile de remorcare. Ofițerii francezi încă la bordul navei au scăpat de paza britanică și în ciuda stării navei, au pornit spre Cadiz în mijlocul unei furtuni. În dimineața devreme, când se află în fața portului, a eșuat și în ciuda încercărilor de a o ușura și de a le elibera, nava a început să se scufunde. Aproximativ 450 de supraviețuitori au găsit refugiu pe L'Indomptable a venită să îi salveze. La bordul L'Indomptable erau peste 1200 de oameni (echipaj și supraviețuitori de pe Bucentaure). În seara zilei de 23 octombrie, furtuna a rupt ancorele și a aruncat nava spre coastă. Doar 150 de oameni au fost salvați.

### Contraatacul lui Julien Cosmao

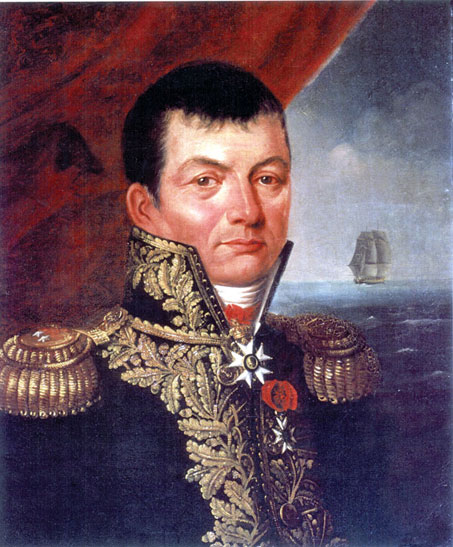
Julien Cosmao

Doar unsprezece nave au scăpat deplasându-se la Cádiz și dintre aceștia, doar cinci erau considerate capabile de navigare. Amiralul Gravina, rănit grav, pe 23 octombrie a predat comanda restului flotei căpitanului Julien Cosmao.
De pe țărm, comandanții aliați au văzut oportunitate pentru misiune de salvare a situației. Cosmao a afirmat în raportul său că planul de salvare a situației a fost în întregime ideea lui, însă viceamiralul Escano a înregistrat o întâlnire a comodorilor spanioli și francezi, la care s-a discutat și s-a convenit o salvare planificată. Enrique MacDonell și Cosmao au fost de rang egal și amândoi au arborat steag de comodor înainte de a ridica ancora.
Marinarii de pe ambele nave erau determinați să facă o încercare de a realiza unele dintre scopuri. Cosmao a ordonat repararea navei Pluton cu 74 tunuri și suplimentarea echipajului (care era epuizat de victime din bătălie), cu marinarii de pe fregata franceză Hermione. Profitând de un vânt favorabil din nord-vest, Pluton, Neptun cu 80 de tunuri și Indomptable, nava spaniolă Rayo cu 100 de tunuri, și San Francisco de Asis cu 74 de tunuri, împreună cu cinci fregate franceze și două bricuri au pornit din port către britanici.

## Literatură
- en Tim Clayton, Phil Craig: Trafalgar. The men, the battle, the storm. Hodder & Stoughton, London 2004. ISBN 0-340-83026-3 (engl.)
- en Rene Maine: Internationale Flottengeschichte. Bd 1. Von Lepanto bis Trafalgar. Stalling TB, Oldenburg 1982. ISBN 3-7979-1894-1
- en Sten Nadolny: Lord Nelsons größte Stunde. in: Die Zeit. Hamburg 2005,41. ISSN 0044-2070
- en Alan Schom: Trafalgar. Countdown to Battle 1803 – 1805. Penguin Books, London 1992. ISBN 0-14-011164-6 (engl.)
- en Roy Adkins: Nelson's Trafalgar, 2004, Londra, Penguin Books
- en Mark Adkin: The Trafalgar Companion: A Guide to History's Most Famous Sea Battle and the Life of Admiral Lord Nelson, 2005, Londra, Aurum Press, ISBN 1-84513-018-9